# Mälby, Gnesta

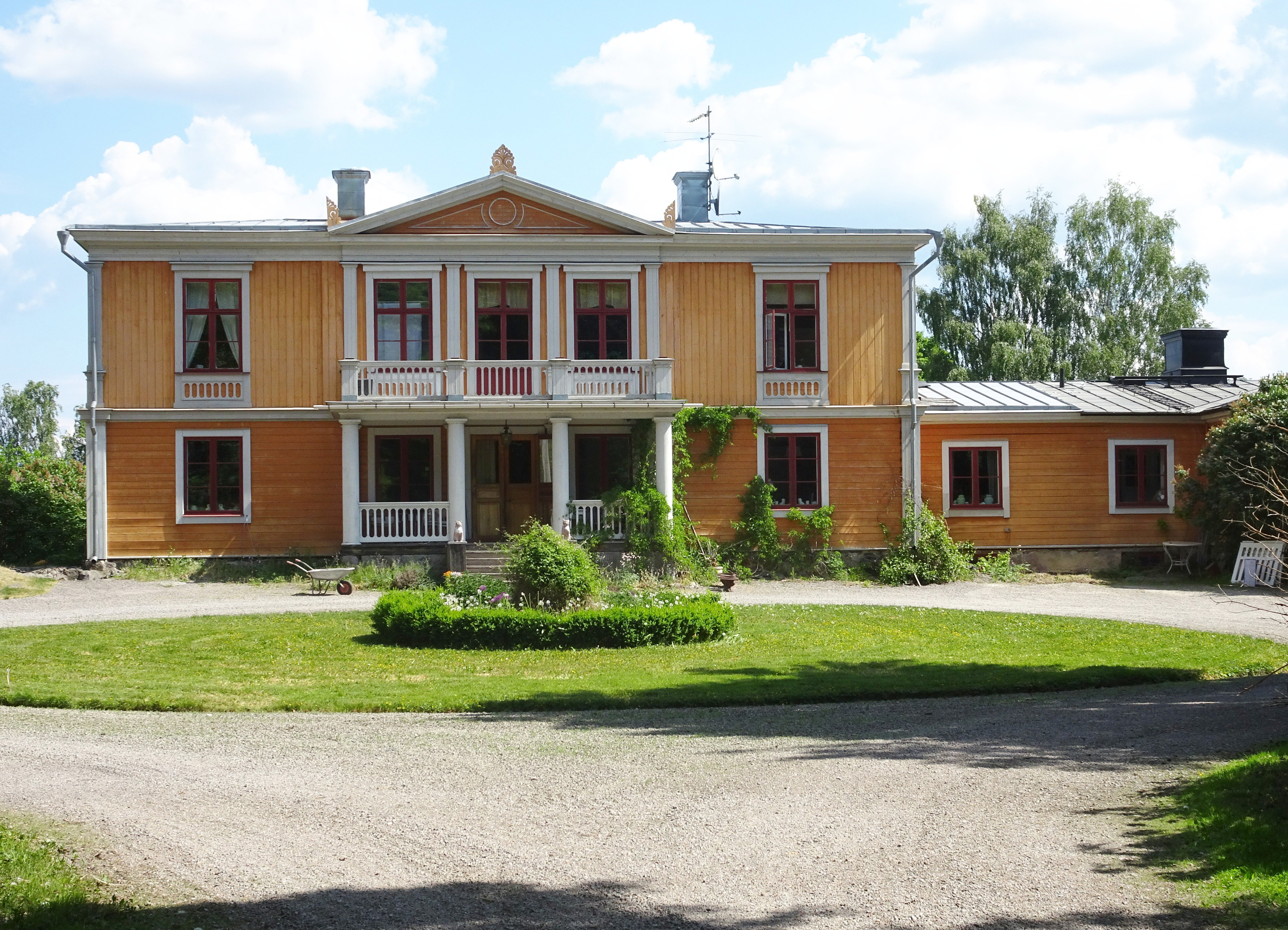
Mälbys huvudbyggnad, juni 2018.

Mälby (äldre stavning Mellby) är en herrgård och ett tidigare säteri som ligger vid sjön Sillen i Frustuna socken i Gnesta kommun i Södermanland. Huvudbyggnaden brann ner 1993 men återuppbyggdes i samma stil med autentiska metoder och material.

## Historik

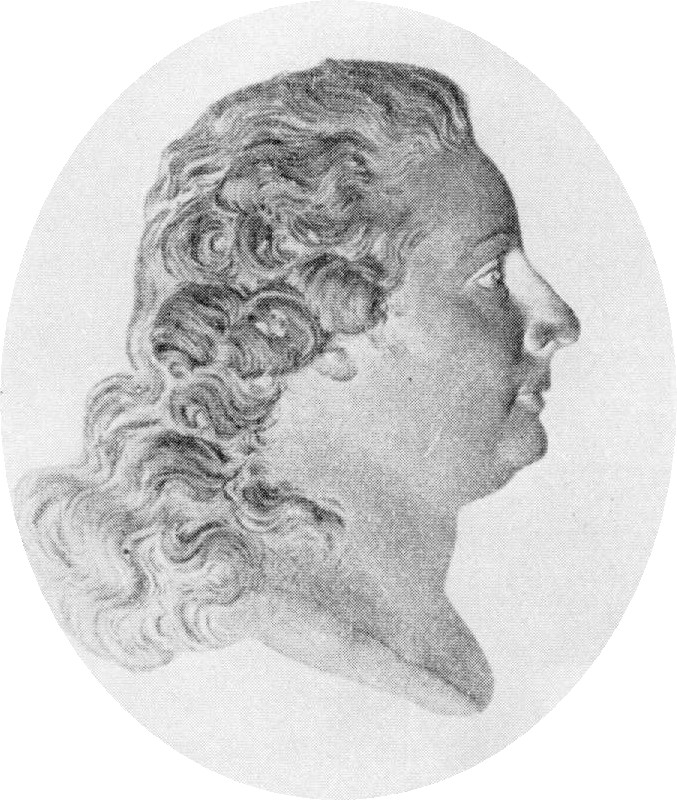
J.G. von Carlson.

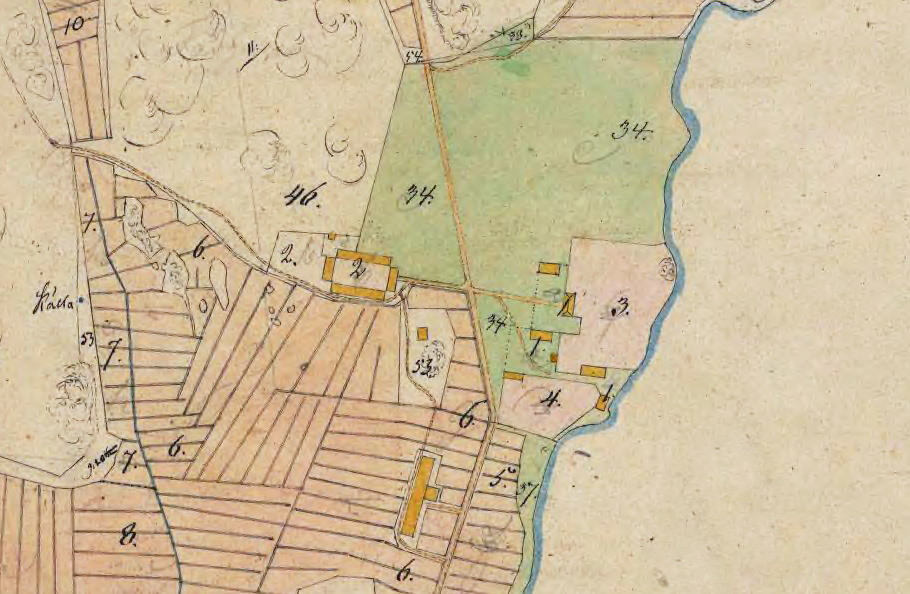
Mälbys huvudbebyggelse, 1830.

Säteriet omnämns redan 1549 med Lasse i Mälby som ägare. Egendomen donerades 1627 till skotske fältmarskalken Alexander Leslie, och innehades sedan av fältmarskalken Gustav Horn. Under hans tid utökades gårdens areal till omkring 40 mantal. I ägarlängden återfinns på 1600-talet Horns svärson Nils Bielke som var ägare 1685 och brukspatronen på Ehrendahls bruk, Jesper Elieson Ehrencreutz. Den senare tillträdde Mälby år 1700 och gården tillhörde hans släkt ännu 1768.
Johan Gustaf von Carlson anses vara den intressantaste ägaren under 1700-talet, statssekreterare i krigsexpeditionen och Gustav III:s förtrogne. Han omformade Mälby i den klassicistiska stilen. På Mälby hade von Carlson en samling avgjutningar av klassiska skulpturer, och även en av de största enskilda samlingar av uppstoppade fåglar i Sverige, som sedermera testamenterades av honom till Kungliga Vetenskapsakademien. Mälby säteri var välkänt under den gustavianska tiden. Några av gästerna på Mälby var Carl Michael Bellman, Tobias Sergel och Carl August Ehrensvärd.
Bland senare ägare av Mälby märks amiral greve Carl Johan Wachtmeister, som tillträdde Mälby på 1830-talet. På en karta från samma tid syns gårdens huvudbebyggelse med trädgårdar och parker. År 1849 ägdes Mälby av von Platen och 1851 av ämbetsmannen Fredrik Åkerman. På 1860-talet omfattade egendomen ett mantal frälsesäteri vars mark sträckte sig i nordvästlig riktning inåt landet. 1913 köptes gården av ryttmästare Fredrik Norström vars barn och barnbarn äger den idag. På gården bedrivs idag (2018) bland annat B&B verksamhet.

## Bebyggelsen

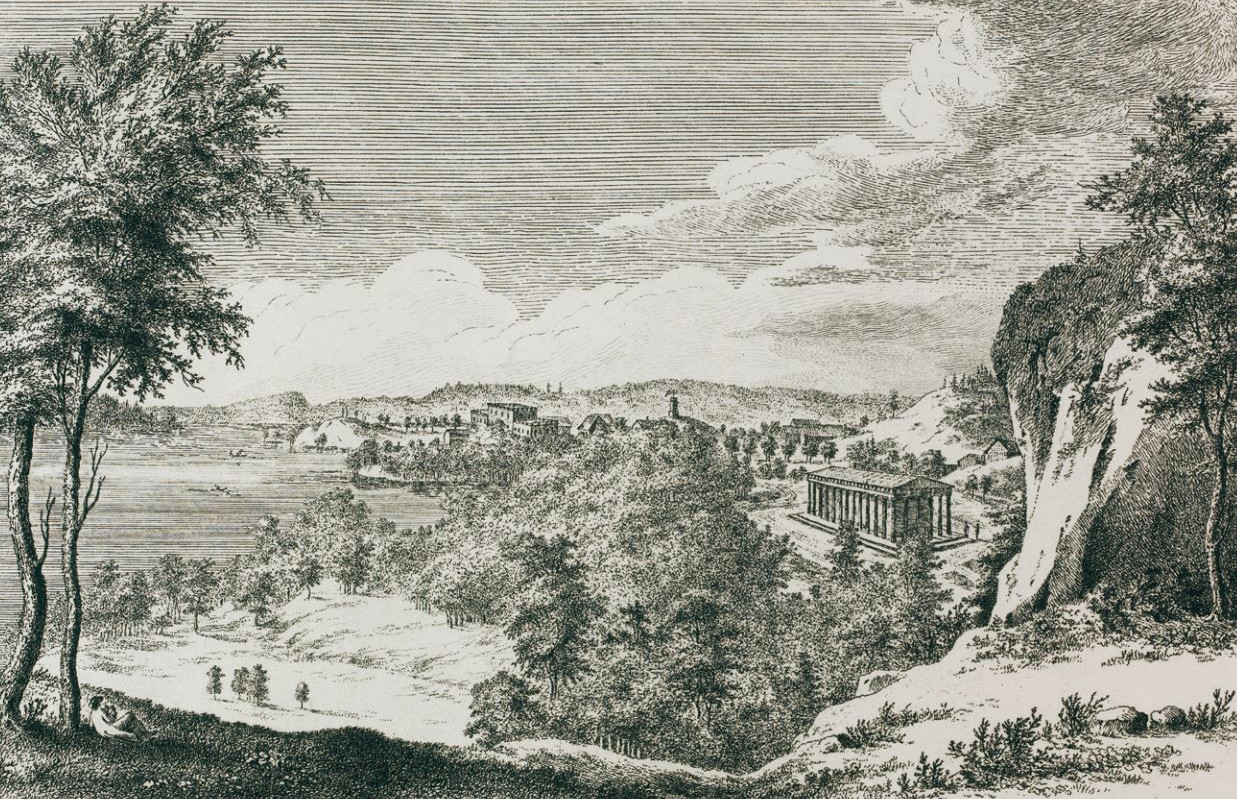
Mälby gård (i bakgrunden) med kopian av Theseiontemplet. Kopparstick av Jonas Carl Linnerhielm från 1780-talet.

På 1600-talet, under Gustaf Horns tid, var gården troligen bebyggd med en parstuga, vars grund och källarvalv finns kvar under nuvarande huset. Mälby finns avbildat av Carl August Ehrensvärd som ett envåningshus med brutet tak. På ett kopparstick av Jonas Carl Linnerhielm från 1780-talet har huset två våningar, med ett nästan platt tak med balustrader och envånings pocher på båda sidor. Byggnaden fick nu ett utseende av Ehrensvärd, som inspirerades av Gustav III:s paviljong i Hagaparken. Han ritade både huvudbyggnad, möbler och park som ett slags allkonstverk. Byggherre var Johan Gustaf von Carlsson, hovrättspresident, militär rådgivare åt Gustaf III, och vän med Sergel, Bellman och Ehrensvärd. 
Carlson lät även uppföra ett numera rivet grekiskt tempel på tempelberget i den engelska parken som låg norr om gården. Templet fick måtten 32 x 14 meter och hade ritats av Ehrensvärd med Theseiontemplet (kallas numera Hefaistostemplet) i Aten som förebild. Ehrensvärd påstod att det var den första fullskaliga rekonstruktionen av ett tempel i Europa och menade: jag är nöjd att ha gjort eller låtit giöra hvad ännu intet hänt i världen, nämligen afcopierat i lika mått Ett antickt Tempel i Europa. Efter von Carlsons död förföll tempelbyggnaden som var uppförd i trä och inte klarade vädret. Den revs någon gång i början av 1800-talet. 
Gårdens huvudbebyggelse består idag av corps de logi som omkring 1870 ombyggdes i italiensk villastil. Huvudbyggnaden flankeras av två fristående flyglar som bevarar sitt ursprungliga utseende. Väster om landsvägen ligger gårdens ekonomibyggnader. I november 1993 inträffade en brandkatastrof där huvudbyggnaden och halva köksflygeln brann ner till grunden. Huset har under åren 1996–2000 återuppbyggts i samma stil med autentiska metoder och material under ledning av arkitekt Peter von Knorring. Tack vare en uppmätning och dokumentation från 1985 kunde det ursprungliga utseendet återskapas både ut- och invändigt.
| Norra flygeln (till vänster) och södra flygeln, juni 2018. |  | Norra flygeln (till vänster) och södra flygeln, juni 2018. |
| Norra flygeln (till vänster) och södra flygeln, juni 2018. |  |                                                            |